# Tréduder
Tréduder är en kommun i departementet Côtes-d'Armor i regionen Bretagne i nordvästra Frankrike. Kommunen ligger i kantonen Plestin-les-Grèves som tillhör arrondissementet Lannion. År 2022 hade Tréduder 201 invånare.

## Befolkningsutveckling
Antalet invånare i kommunen Tréduder
Referens:INSEE